# Priocharax
Priocharax és un gènere de peixos de la família dels caràcids i de l'ordre dels caraciformes.

## Taxonomia
- Priocharax ariel (Weitzman & Vari, 1987)[2]
- Priocharax pygmaeus (Weitzman & Vari, 1987)[2][3][4][5][6][7][8][9]